# سامسونگ اینترنت
سامسونگ اینترنت (به انگلیسی: Samsung Internet Browser) یک مرورگر وب تلفن همراه برای تلفن‌های هوشمند و رایانه‌های لوحی است که توسط سامسونگ الکترونیک ساخته شده است. این پروژه بر اساس پروژه منبع باز Chromium ساخته شده‌است و از قبل روی گلکسی‌های سامسونگ نصب می‌باشد. از سال ۲۰۱۵، این برنامه برای دریافت از گوگل پلی، و اخیراً از طریق فروشگاه سامسونگ گلگسی نیز برای ساعت‌های هوشمند مبتنی بر تایزن در دسترس است. سامسونگ تخمین زده‌است که در سال ۲۰۱۶ حدود ۴۰۰ میلیون کاربر فعال ماهانه داشته‌است. طبق StatCounter، این سهم در حدود می ۴٫۹۸٪ (در میان ۵۳٫۲۶٪ برای همه نسخه‌های کروم) در حدود ماه مه ۲۰۱۸ بود.

## امکانات و قابلیت‌ها
- برنامه‌های افزودنی مسدود کننده محتوا[۴]
- ادغام Gear VR و DeX[۵]
- پشتیبانی KNOX
- برگه‌ها را باز کرده و نشانه گذاری همگام سازی را انجام دهید
- مسدود کردن تبلیغات
- حالت خواندن
- صفحات ذخیره شده
- «حالت مخفی» و احراز هویت بیومتریک[۶] (در دستگاه‌های دارای ناکس در دسترس نیست)
- ورود به سیستم خودکار وب
- ویژگی‌های اسپن
- پیدا کردن در صفحات
- پشتیبانی از کارگران خدمات و Push API
- حالت تاریک
- منو را سفارشی کنید
- دستیار ویدئو
- اسکنر کد QR
- ضد ردیابی هوشمند